# Wilhelm Klatte

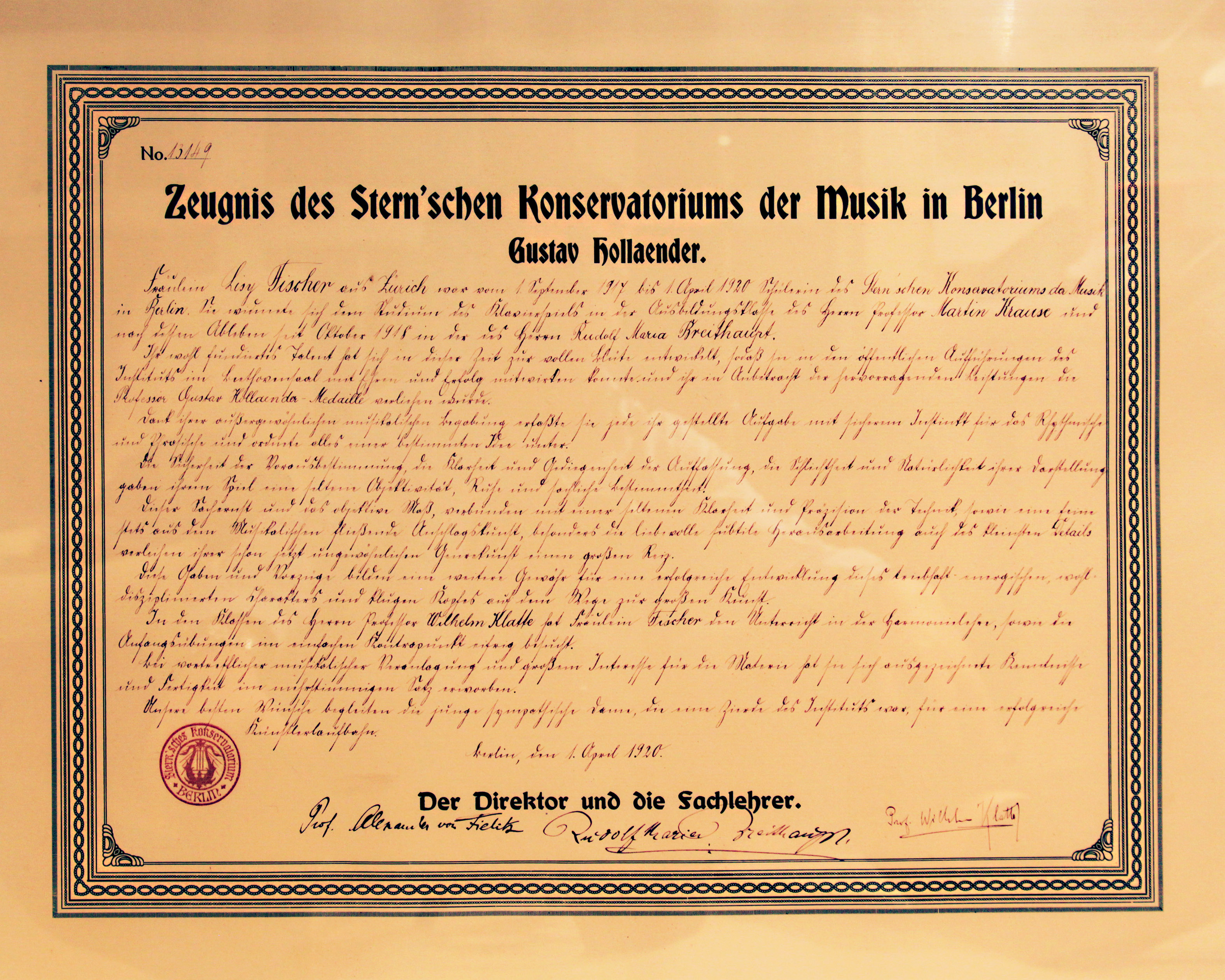
Zeugnis des Stern’schen Konservatoriums aus dem Jahr 1920 mit der Unterschrift von Wilhelm Klatte (rechts)

Wilhelm Klatte (* 13. Februar 1870 in Bremen; † 12. September 1930 in Berlin) war ein deutscher Musiktheoretiker, -pädagoge, -journalist und Dirigent.

## Leben
Nach einem Studium der Musik in Leipzig begann Wilhelm Klatte seine berufliche Laufbahn als Musiker zunächst am Hoftheater Weimar bei  Richard Strauss. In dieser Zeit war er auch verschiedentlich als Dirigent tätig. Im Jahr 1897 wurde er der erste Musikreferent beim Berliner Lokal-Anzeiger. Ab 1904 unterrichtete Klatte daneben als Lehrer für Musiktheorie am Stern’schen Konservatorium in Berlin und erhielt dort 1919 die Ernennung zum Professor. Seit 1925 hatte er zudem einen Lehrauftrag für Theorie an der Staatlichen Akademie für Kirchen- und Schulmusik. Zu seinen Schülern gehörte unter anderen der norwegische Pianist Birger Hammer.
Wilhelm Klatte bekleidete darüber hinaus einige Ehrenämter. So übte er Funktionen als Vorstandsmitglied im Allgemeinen deutschen Musikverein (ab 1909) und Vertreter der Tonkunst im Vorläufigen Reichswirtschaftsrat (ab 1925) aus.

## Werke (Auswahl)
- Zur Geschichte der Programm-Musik, 1905
- Franz Schubert, 1907
- Aufgaben für den einfachen Kontrapunkt, 1915
- Grundlagen des mehrstimmigen Satzes (Harmonielehre), 1922
- Das Sternsche Konservatorium der Musik zu Berlin, 1925